# 12401 Tucholsky
12401 Tucholsky (1995 OG10) là một tiểu hành tinh vành đai chính được phát hiện ngày 21 tháng 7 năm 1995 bởi F. Borngen ở Tautenburg.